# 10709 Оттофранц
10709 Оттофранц (10709 Ottofranz) — астероїд головного поясу, відкритий 24 січня 1982 року.
Тіссеранів параметр щодо Юпітера — 3,404.